# Johannes Stein (Politiker, 1776)
Johannes Stein (* 25. März 1776 in Ober-Breidenbach; † 19. November 1856 ebenda) war ein hessischer Ökonom und Politiker und Abgeordneter der 2. Kammer der Landstände des Großherzogtums Hessen.
Johannes Stein war der Sohn Johann Heinrich Stein und dessen Ehefrau Anna Maria, geborene Weitzel. Stein, der evangelischen Glaubens war, war Ökonom und Schultheiß in Ober-Breidenbach und heiratete Elisabetha Katharina geborene Mull (1774–1855).
Von 1847 bis 1849 gehörte er der Zweiten Kammer der Landstände an. Er wurde für den Wahlbezirk Oberhessen 6/Romrod gewählt.